# Водяне (Рівнянська сільська громада)
Водяне́ — село в Україні, у Рівнянській сільській громаді Новоукраїнського району Кіровоградської області. Населення становить 160 осіб. Орган місцевого самоврядування — Рівнянська сільська рада.

## Географія
У селі бере початок річка Водяна, ліва притока Ташлику.

## Населення
Згідно з переписом УРСР 1989 року чисельність наявного населення села становила 168 осіб, з яких 70 чоловіків та 98 жінок.
За переписом населення України 2001 року в селі мешкало 158 осіб.

### Мова
Розподіл населення за рідною мовою за даними перепису 2001 року:
| Мова       | Відсоток |
| ---------- | -------- |
| українська | 95,63 %  |
| російська  | 2,50 %   |
| молдовська | 1,88 %   |